# Лисі Гори (Саратовська область)
Лисі Гори  — селище міського типу (з 1962) в Росії, муніципальне утворення у складі Лисогірського району Саратовської області.
Населення — 7185 осіб.

## Географія
Селище розташоване за 78 км на захід від Саратова, на березі річки Медведиця. Залізнична станція на тупиковій одноколійній лінії від станції Красавка до станції Калининськ-Саратовський.

## Історія
Село Лисі гори засноване в 1740 році. З середини XIX століття центр Лисогірської волості Аткарського повіту Саратовської губернії.
З 1928 року — центр Лисогірського району Саратовського округу Нижньоволзького краю (з 1936 року — у складі Саратовської області).
Статус селища міського типу — з 1962 року.